# Большой выдумщик Эдвард Фудваппер
«Большой выдумшик Эдвард Фудваппер» (англ. Edward Fudwupper Fibbed Big) — короткометражный компьютерный мультфильм, в главной роли Эмили Осмент, снят в 2000 году. В фильме так же снялись Джон Клиз, Кэтрин О’Хара, Хэйли Джоэл Осмент и Джастин Бринсфилд. Снято по книге Беркелея Бреда.